# (4514) Вилен
(4514) Вилен (лат. Vilen) — типичный астероид главного пояса, открыт 19 апреля 1972 года советским астрономом Тамарой Смирновой в Крымской астрофизической обсерватории и 18 августа 1997 года назван в честь советского и российского астронома Вилена Нестерова.

## Обнаружение и именование
(4514) Вилен
Открыт 19 апреля 1972 года в Научном Т. М. Смирновой.
Назван в честь заведующего отделом астрометрии Астрономического института имени Штернберга в Москве Вилена Валентиновича Нестерова (р. 1935), уважаемого за его работы в области астрометрии, посвящённые вращению Земли и анализу наблюдений искусственных и естественных спутников. Является одним из научных руководителей космического астрометрического проекта "Ломоносов". Его монография "Общая астрометрия", написанная совместно с В. В. Подобедом, широко используется профессиональными астрономами, студентами и любителями. Название предложено Институтом теоретической астрономии.
Оригинальный текст (англ.)4514 Vilen
Discovered 1972-04-19 by Smirnova, T. M. at Nauchnyj.
Named in honor of Vilen Valentinovich Nesterov (b. 1935), head of the Astrometry Department of the Sternberg Astronomical Institute in Moscow, respected for his work in astrometry, on the rotation of the earth and the analysis of observations of artificial and natural satellites. He is one of scientific leaders of the space-borne astrometric project `Lomonosov'. His monograph, Common Astrometry, written with V. V. Podobed, is used extensively by professional astronomers, students and amateurs. Name suggested by the Institute of Theoretical Astronomy.
Источники: DISCOVERY.DB; M.P.C. 30475.

## Орбита

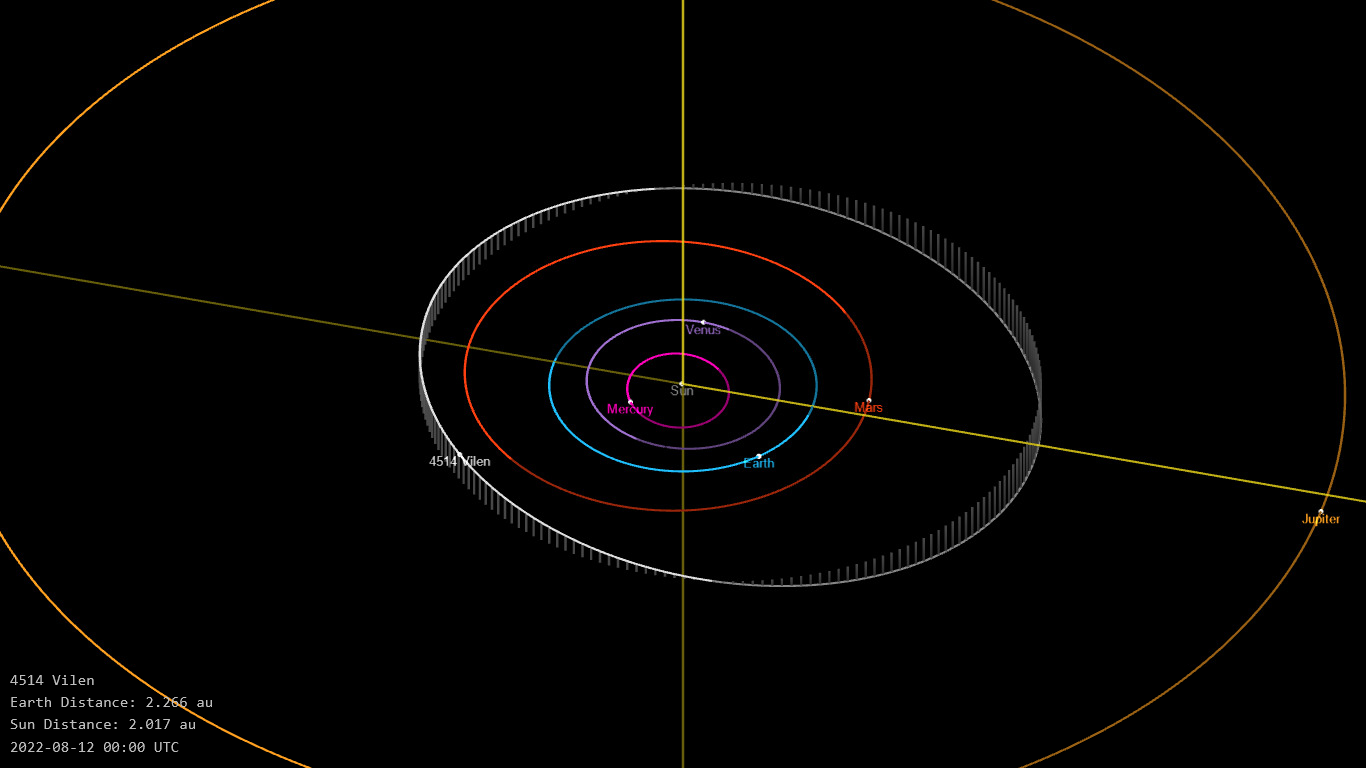
Орбита астероида Вилен и его положение в Солнечной системе

## Физические характеристики
Согласно выполненному анализу фотометрических и спектроскопических наблюдений в ближнем инфракрасном диапазоне следует, что астероид является двойной системой и относится к таксономическому классу X/M, а из наблюдений системы телескопов панорамного обзора и быстрого реагирования Pan-STARRS следует, что астероид относится к классу X.
По результатам наблюдений системы телескопов панорамного обзора и быстрого реагирования Pan-STARRS и наблюдений системы последнего оповещения о столкновении астероида с Землей Asteroid Terrestrial-impact Last Alert System абсолютная звёздная величина астероида сначала оценивалась равной 13,85±0,27m, позже — 13,97±0,089m и 14,22±0,194m.